# Москабельмет (группа компаний)
ГК «Москабельмет» — российская компания по производству кабельной продукции. В 2003 г. ЗАО «Москабельмет» было реорганизовано в группу компаний «Москабельмет» с учреждением дочерних обществ по видам производства. ЗАО «Москабельмет» выполняет функцию головной компании.
Является одним из лидеров по производству кабельно-проводниковой продукции в России.

## Руководство
С 1992 года предприятие называется ЗАО «Москабельмет» со 100-% частным капиталом. В 2003 году предприятие реорганизовано в группу компаний «Москабельмет». ЗАО «Москабельмет» выполняет функцию головной компании.
Ключевые фигуры:
- Портнов Михаил Константинович — президент группы компаний «Москабельмет»
- Ревзин Николай Иосифович — вице-президент группы компаний «Москабельмет»
- Моряков Павел Валерьевич — генеральный директор ЗАО «Москабельмет»

## Структура компании
В 2002—2003 годах решением общего собрания акционеров было начато преобразование ЗАО «Москабельмет» в группу компаний с учреждением дочерних Обществ по видам производства:
- 1993 год — ООО «Элкат»
- 1999 год — ДЮСШ
- 1999 год — ЗАО «Москабель-Фуджикура»
- 2001 год — ООО «Скандинавский центр здоровья»
- 2002 год — ООО «СЦЗ-Фитнес»
- 2002 год — ООО «Вуд Технолоджи»
- 2002 год — ООО «Москабель-Эмаль»
- 2002 год — ООО «Москабель-Обмоточные провода»
- 2002 год — ООО «Завод Москабель»
- 2003 год — ООО «Москабель-ЦветМет»
- 2003 год — ООО «Москабель-Сервис»
- 2004 год — НОУ «УПЦ „МКМ“»
- 2005 год — ООО «Москабель-Техноцентр»
- 2005 год — Ресторан «Натали»
- 2007 год — ЗАО «Воротынский энергоремонтный завод»
- 2008 год — ЗАО «Москабель — Электрозавод»